# Hasael (Damaskus)
Hasaël war von ca. 841 bis etwa 812 v. Chr. König von Aram. Der Name bedeutet „Gott sieht“.

## Der biblische Hasaël

### Der Tod des Hadad-ezer
Da Hadad-ezer krank war, schickte er Hasaël zum Propheten Elischa, um mehr über den weiteren Verlauf seiner Krankheit zu erfahren (2 Kön 8,7-8 ). Elischa erzählte Hasaël, dass Hadad-ezer eigentlich wieder gesund werden würde, aber dennoch sterben wird. Auch sah Elischa die Ernennung Hasaëls zum neuen König und den folgenden Kriegszug gegen Israel voraus (2 Kön 8,10-13 ).
Hasaël berichtete, nach der Rückkehr zu Hadad-ezer, über die Genesung gemäß der Prophezeiung; die restlichen Worte verschwieg er. Die nun folgende Beschreibung des Todes von Hadad-ezer ist nicht eindeutig: Und Hasaël ging weg von Elischa und kam zu Hadad-ezer, der fragte ‚Was sagte Dir Elischa?‘. Hasaël sprach ‚Elischa sagte mir, Du wirst genesen‘. Des anderen Tags nahm er die Bettdecke, tunkte sie ins Wasser und breitete sie über sich her. Da starb er (2 Kön 8,14-15 ). Es ist nicht ganz klar, ob mit er Hasaël und mit über sich (wörtlich: ˁal-pānāw, „über sein Gesicht“) der König  gemeint ist, auch wenn der Zusammenhang dafür spricht.
Nach Hadad-ezers Tod wurde Hasaël zum neuen König ernannt. (2 Kön 8,15 )

### Der Krieg gegen Joram von Israel
Zur gleichen Zeit, in der sich Jehu gegen Joram von Israel und Ahasja von Juda erhob und beide tötete, führte Hasaël Krieg gegen Israel (2 Kön 10,32-33 ), den er letztendlich auch gewann (2 Chr 22,5 ).

### Der Krieg gegen Joas von Juda
Ungefähr im 23. Regierungsjahr des Joasch von Juda (2 Kön 12,7 und 12,18-19 ) führte Hasaël einen Feldzug gegen Juda. Nachdem Gath besiegt wurde, war Jerusalem sein nächstes Ziel. Mit Übergabe der Tempelschätze und einer Tributzahlung konnte Joas den Krieg beenden und wurde so zu einem Vasall von Hasaël (2 Kön 12,19 ).

## Der historische Hasaël

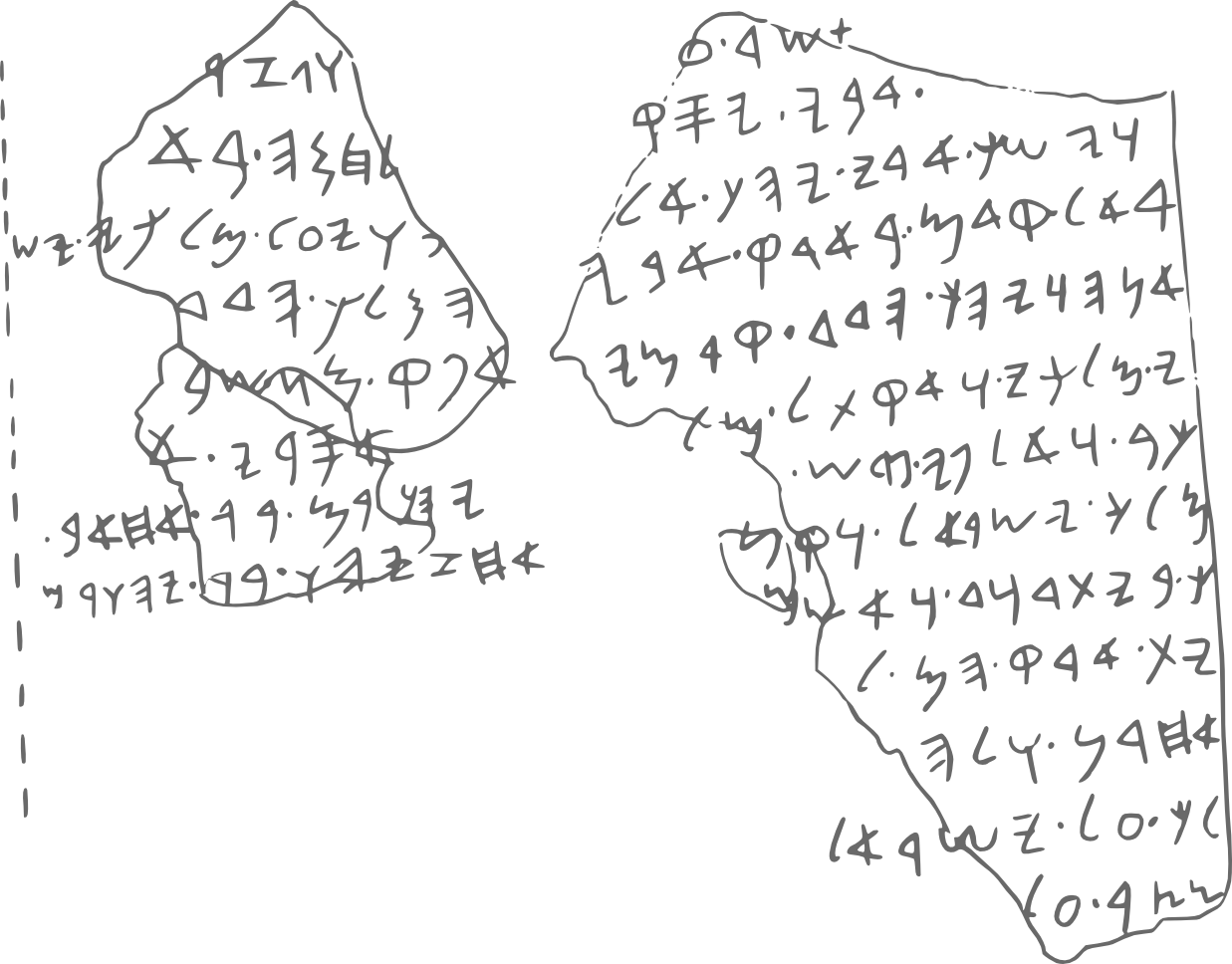
Hasaels (?) Siegesstele aus Tel Dan (um 839 v. Chr.)

Hasaël ernannte sich zwischen dem 18. und 20. Regierungsjahr des Salmanasser III. zum König und wird entsprechend in Inschriften (Kalach-Fragment, Kurba'il-Statue) erwähnt.
In einer Inschrift von Salmanasser III. (KAH 1.30) wird Hasaël als „Sohn eines Niemands“ bezeichnet, ein Hinweis darauf, dass er möglicherweise durch einen Staatsstreich gegen Ben-Hadad II. (Adad-Idri) an die Macht kam oder nach dessen Tod den Thron unrechtmäßig bestieg. Sicherlich entstammte er nicht der königlichen Familie des Ben-Hadad II., obwohl er sich in der nur fragmentarisch erhaltenen Tel-Dan Stele als „Sohn des Ben-Hadad“ ausgibt. Die 1993 in Tel Dan gefundene Stele beschreibt im weiteren Verlauf den Sieg im 1. Regierungsjahr über Joram von Israel und Ahasja von Juda. Nach seinen Worten tötete er während des Kampfes beide Könige.
Die wachsende Macht von Damaskus rief Assyrien auf den Plan. Im Verbund einer assyrischen Koalition erlitt Hasaël 838 v. Chr. eine Niederlage gegen Salmanassar III. von Assyrien. Jedoch wurde Damaskus nach erfolgter Belagerung nicht zerstört. Weitere Feldzüge erfolgten von Seiten Salmanassars III. gegen Hasaël nicht mehr.
In den letzten Jahren von Salmanasser III. und unter Schamschi-Adad V. (823 bis 811 v. Chr.) konnte Hasaël seine Herrschaft über Palästina und weite Teile Syriens ausweiten und überschritt nach aramäischen Inschriften vielleicht sogar den Euphrat.
Hasaëls Nachfolger wurde sein Sohn Ben-Hadad III., dessen Einfluss bis in das östliche Anatolien reichte.